# (300000) 2006 UW30
(300000) 2006 UW30 là một tiểu hành tinh vành đai chính. Nó được khám phá từ dự án quan sát không gian tại Đài thiên văn quốc gia Kitt Peak ở Arizona ngày 16 tháng 10 năm 2006.